# 6276 Курохоне
6276 Курохоне (6276 Kurohone) — астероїд головного поясу, відкритий 1 січня 1994 року.
Тіссеранів параметр щодо Юпітера — 3,295.